# Phyllobrotica komiyai
Phyllobrotica komiyai es una especie de insecto coleóptero de la familia Chrysomelidae. Fue descrita en 1985 por Takizawa.